# Khirbet al-Hajama
Khirbet al-Hajama (tiếng Ả Rập: خربة الحجامة) là một ngôi làng Syria nằm trong phó huyện Suran ở huyện Hama. Theo Cục Thống kê Trung ương Syria (CBS), Khirbet al-Hajama có dân số 1.020 người trong cuộc điều tra dân số năm 2004. Cư dân của nó chủ yếu là người Hồi giáo Sunni.